# My life
my life（我的人生）是中国歌手阿兰·达瓦卓玛以alan之名在日本发行的第二张专辑，这是一个传达alan自身生活的作品，本张专辑作词阵容豪华，由矢井田瞳、古内东子、御徒町凧等人与制作人菊池一仁共同完成，此外还收入了alan亲自日文作词和钢琴作曲的歌曲。
。

## 概况
专辑同名歌曲《my life》是PSP游戏《GOD EATER》的片尾曲。
《Nobody knows but me》由alan和菊池一仁共同完成，前凛成员长须与佳将在这首歌中演奏尺八
。
《One》由矢井田瞳作词。
。
CD+DVD的初回限定盘额外收录《（Smooth Jam Mix）》和的Special Studio Live Session影像，CD only的初回限定盘额外附赠迷你相册
。

## 公信榜销售情况
| 周一 | 周二 | 周三 | 周四 | 周五 | 周六 | 周日 | 周榜  | 销售     |
| ---- | ---- | ---- | ---- | ---- | ---- | ---- | ----- | -------- |
| -    | 8位  | 14位 | 19位 | 21位 | 18位 | 18位 | 16位  | 11,748张 |
| 16位 | 29位 | 27位 | 28位 | 31位 | 35位 | 35位 | 32位  | 3,870张  |
| 47位 | -    | -    | -    | -    | -    | -    | 75位  | 1,871张  |
| -    | -    | -    | -    | -    | -    | -    | 126位 | 1,337张  |
| -    | -    | -    | -    | -    | -    | -    | 187位 | 1,025张  |
| -    | -    | -    | -    | -    | -    | -    | 247位 | 1,214张  |

累积售出：21,065张

## 收录内容

### CD
1. reflection～overture～
  - 作曲：中野雄太　编曲：中野雄太
2. Swear
  - 作词：aico、宮川ユカ　作曲：菊池一仁　编曲：河野圭
  - 波路梦公司“Blanchul Mini Series”电视广告主题曲
3. One
  - 作词：矢井田瞳　作曲：alan、菊池一仁
  - Every Little Thing的伊藤一朗参与吉他伴奏
4. （凝视）
  - 作词：御徒町凧　作曲：菊池一仁　编曲：村田昭
5. (Smooth Jam Mix)（泪 (Smooth Jam Mix)）
  - 作词：古内東子　作曲：菊池一仁　编曲：村田昭
6. Lost Child
  - 作词：Kenn Kato　作曲：alan、菊池一仁　编曲：河野圭
7. Butterflies
  - 作词：藤林聖子　作曲：alan、菊池一仁　编曲：SHiNTA
8. Essence of me
  - 作词：藤林聖子　作曲：菊池一仁　编曲：Army Slick
  - 為後來發行的單曲《Diamond》的混音版。歌詞有少許差異。
9. Call my name
  - 作词：kenko-p　作曲：alan、菊池一仁　编曲：村田昭
10. （白色翅膀）
  - 作词：御徒町凧　作曲：菊池一仁　编曲：TATOO
11. Nobody knows but me
  - 作词：alan、菊池一仁　作曲：alan　编曲：村田昭
  - Rin'的長須与佳参与尺八伴奏
  - alan本人首次日文作词的歌曲
12. （BALLAD～无名恋歌～）
  - 作词：kenko-p　作曲：菊池一仁　编曲：中野雄太
  - 电影《BALLAD 无名恋歌》的主题曲
13. （久远的河）
  - 作词：松井五郎　作曲：岩代太郎　编曲：中野雄太
  - 电影《赤壁》下部（レッドクリフ Part II -未来への最終決戦-）的日文主题曲
14. my life
  - 作词：古内東子　作曲：菊池一仁　编曲：中野雄太
  - PSP游戏《GOD EATER》的片尾曲

### DVD
1. Music Video
2. Music Video
3. Swear Music Video
4. my life Music Video
5. (2009 Ver.) Music Video
6. 2009

### 初回限定盘收录内容
（Special Studio Live Session）
1. （泪光闪闪）
2. (Smooth Jam Mix)
3. （怀念的未来～longing future～）